# Hrádek (okres Ústí nad Orlicí)
Obec Hrádek (německy Hradek) se nachází v okrese Ústí nad Orlicí v Pardubickém kraji, něco přes 4 km západně od Ústí nad Orlicí. Žije zde 128 obyvatel.

## Historie
První písemná zmínka o vsi (Mikeš z Jiehniedi zastavil lúku pod Hratkem) pochází z roku 1432.

## Galerie

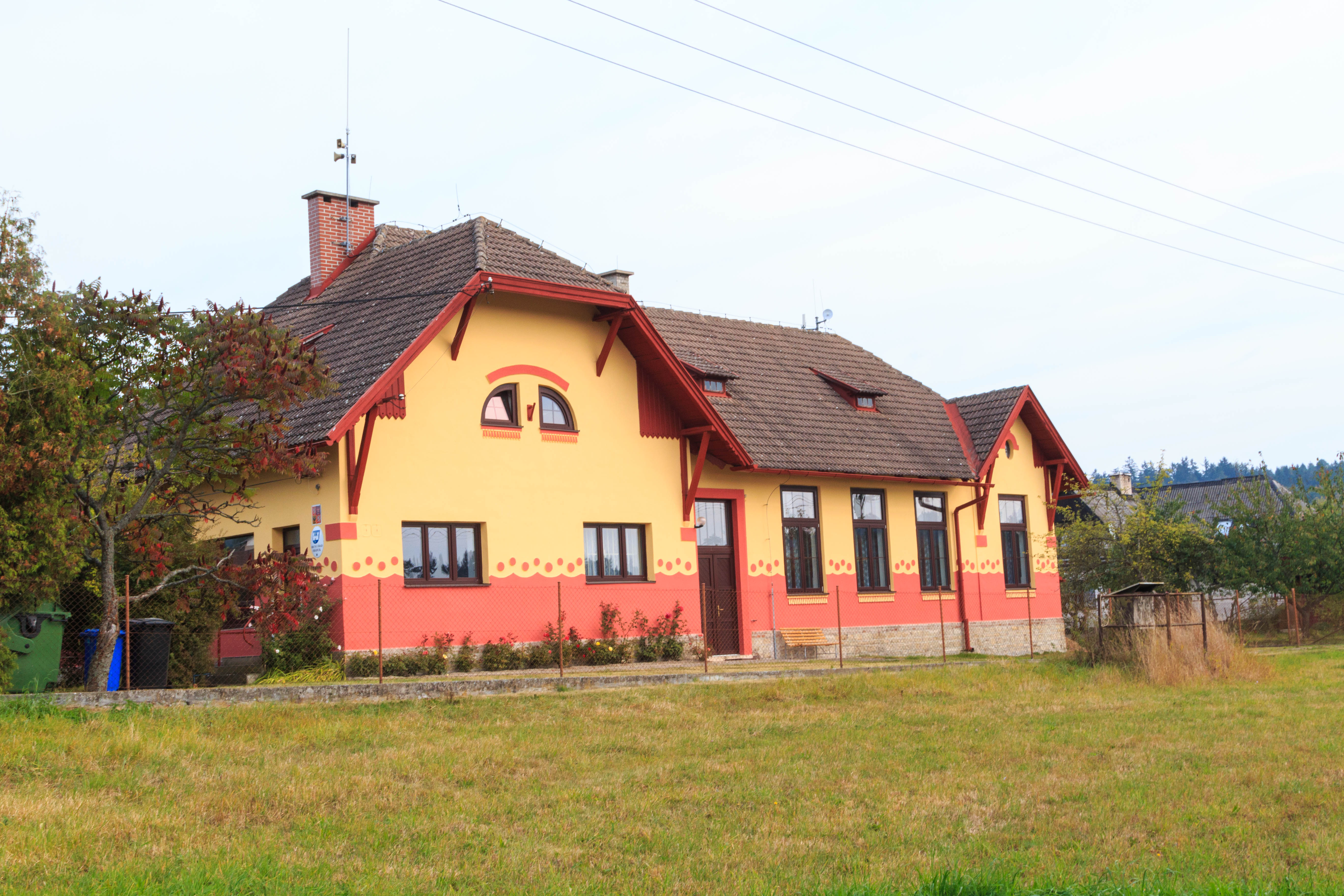
Hrádek u Jehnědí - obecní úřad
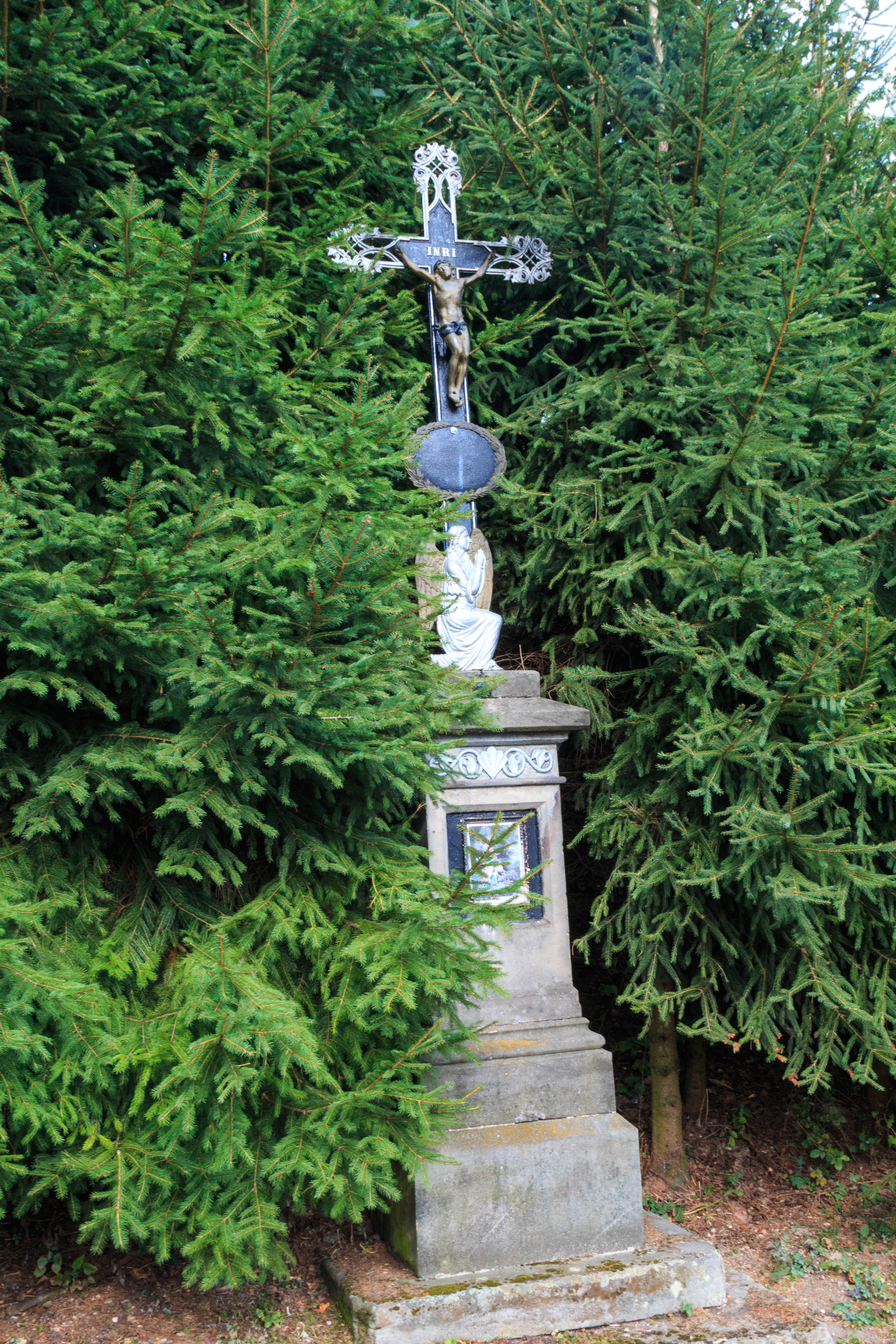
Hrádek u Jehnědí - kříž
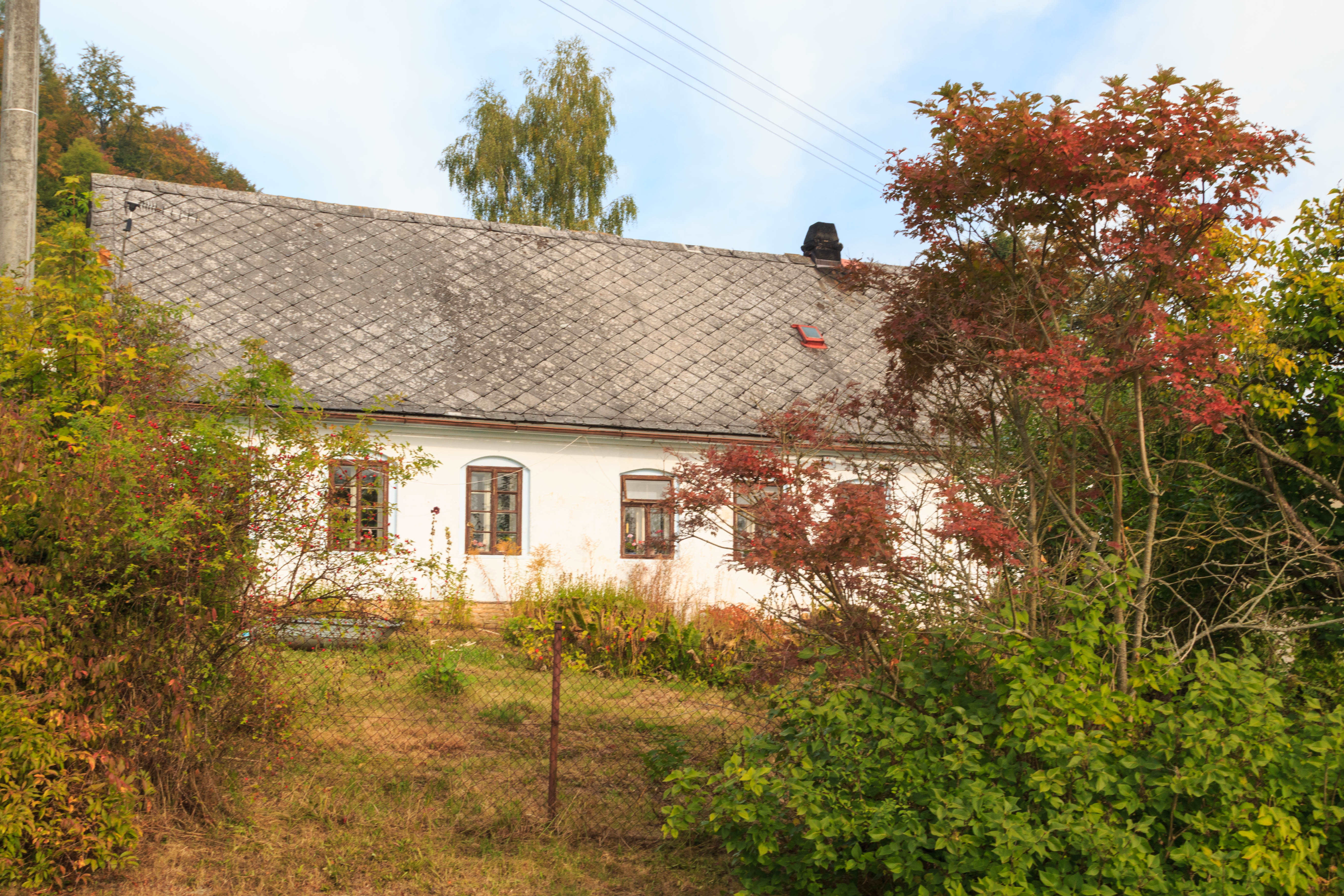
Hrádek u Jehnědí - čp. 4
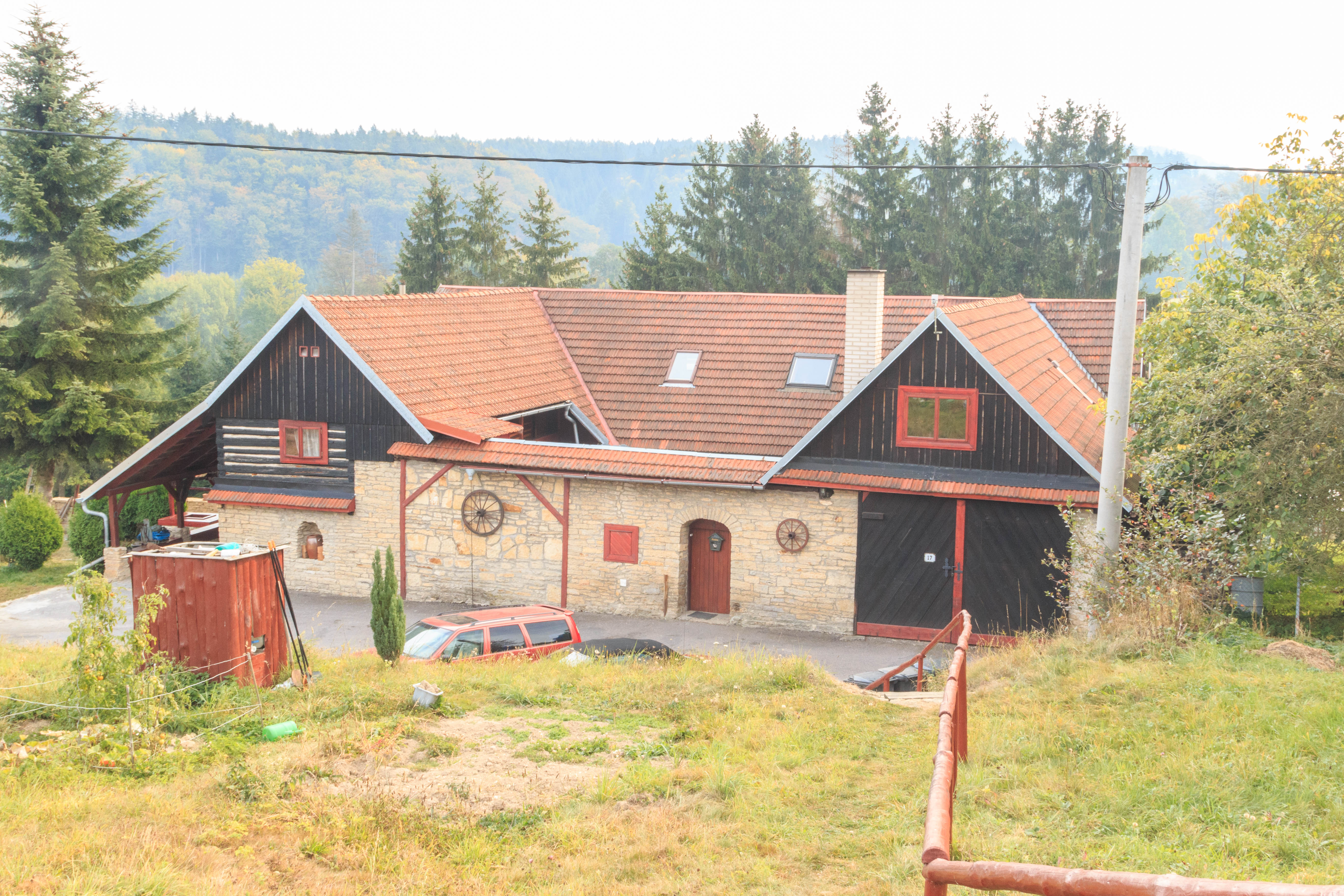
Hrádek u Jehnědí - čp. 17